# EBF
Європейська боксерська федерація (англ. European Boxing Federation, EBF) — організація, яка здійснює нагляд за боями, веде рейтинги та признає чемпіонські пояси у професійному боксі. Хоча організація називається Європейською вона надає власникам титул чемпіонів світу. Організація була створена у 2005 році. Базується в основному на Великій Британії, нараховує близько 700 зареєстрованих боксерів.

## Історія
Перший бій за титул EBF у важкій вазі відбувся 14 вересня 2008 року разом із захистом титула Марка Поттера проти Еріка «Батербіна» Еша в нічному клубі Syndicate у Блекпулі, Англія. Колишній американський чемпіон світу у важкій вазі Тім Візерспун з'явився у гостях. Гевін 'One Armed Bandit' Ніколлс пройшов по рейтингу з двома винятковими виступами на домашньому майданчику у 2012 році. Решта представників середньої ваги не хотіла ніяких агресій, тому він був коронований чемпіоном за замовчуванням.

## Актуальні чемпіони версії EBF
| категорія:         | Чемпіон:         |
| ------------------ | ---------------- |
| Напівсередня вага  | Dougie Curran    |
| Перша середня вага | Mickey Maggs     |
| Середня вага       | вакат            |
| Друга середня вага | Tom Scott        |
| Напівважка вага    | Eugene Montanaro |
| Перша важка вага   | Ian Cooper       |
| Важка вага         | Mark Potter      |
| Друга важка вага   | Das Davies       |